# Alfredo de Magalhães

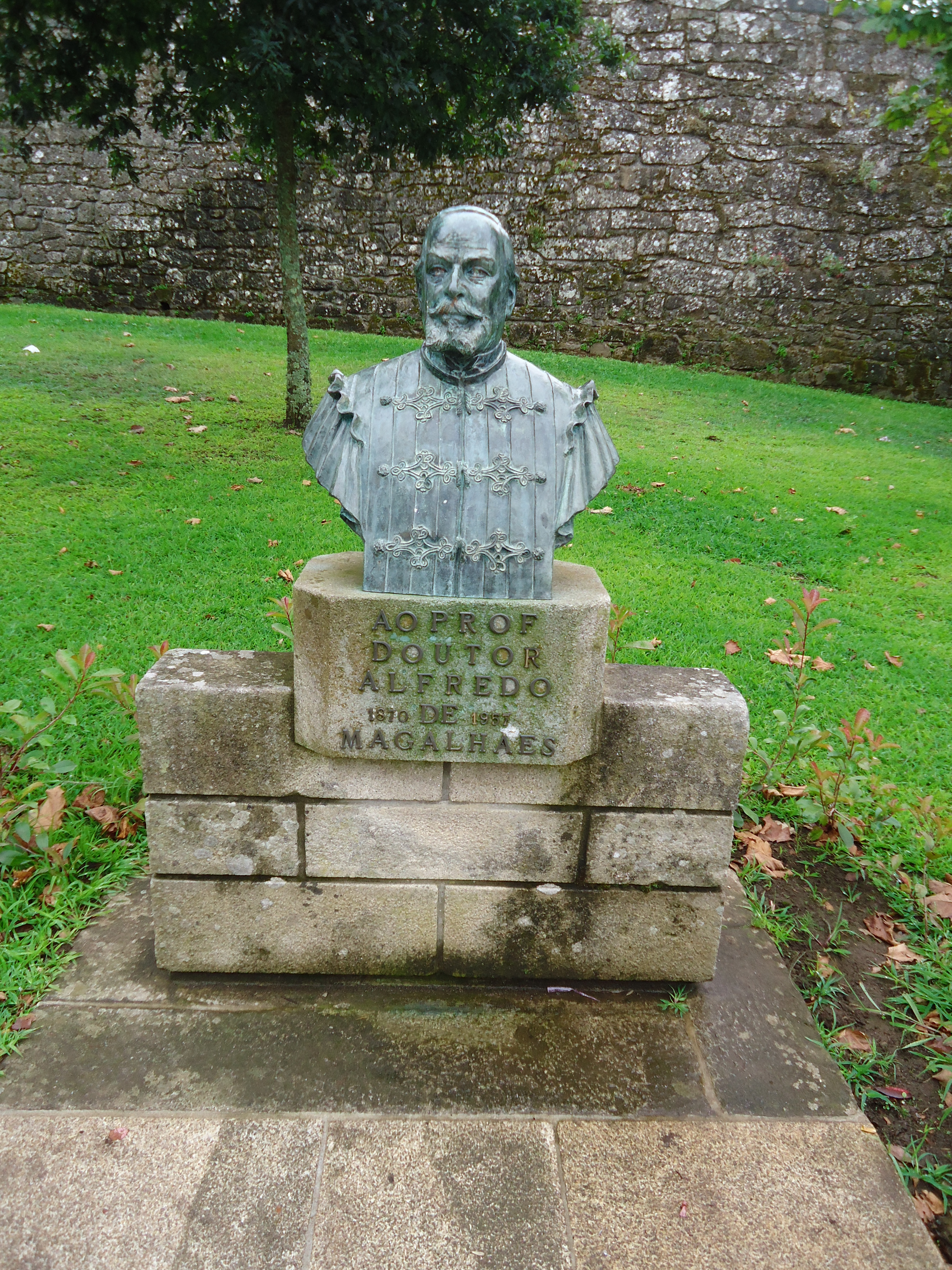
Busto em bronze, no Recinto da Coroada, na Praça-forte de Valença.

José Alfredo Mendes de Magalhães GCC • GCSE (Valença do Minho, São Salvador de Gandra, 20 de Abril de 1870 — Porto, 17 de Outubro de 1957), mais conhecido por Alfredo de Magalhães, foi médico, professor de Medicina, publicista e político republicano com actividade no período da Primeira República Portuguesa e do Estado Novo. Entre outras funções foi reitor da Universidade do Porto, procurador à Câmara Corporativa, Ministro da Instrução Pública, governador-geral de Moçambique e presidente da Câmara Municipal do Porto. Foi membro da Maçonaria, com iniciação feita na loja Fernandes Tomás, da Figueira da Foz.

## Biografia
Nasceu em São Salvador de Gandra, Valença do Minho, filho de Francisco de Paula Mendes de Magalhães e de Felizarda da Conceição Dias da Silva Magalhães. Entre 1876 e 1879 frequentou o ensino primário na escola oficial da freguesia de Arão. Em 1879 fez a preparação para admissão ao liceu na aula particular de Manuel Durães, em Vilar de Lamas (Arão), tendo nesse ano feito o exame de admissão no Liceu de Viana do Castelo, cuja frequência inicia.
Após o falecimento de sua mãe (que ocorreu a 29 de abril de 1884) frequentou, de 1885 a 1888, como aluno interno, o Colégio do Espírito Santo de Braga (1872-1910), um estabelecimento com internato e externato, fundado em 1872 por missionários franceses da Congregação do Espírito Santo. Nesse ano transferiu-se para o Porto, cidade onde em 1889 terminou o ensino secundário no Liceu Nacional do Porto.
No ano de 1889 ingressa no curso preparatório da Academia Politécnica do Porto tendo em vista preparar a sua admissão à Escola Médico-Cirúrgica do Porto. Nesse ano inicia-se nas lides literárias fundando, com Dinis Neves, um periódico intitulado Revista Académica. Ainda nesse ano integrou a Comissão Académica Patriótica, então dirigida pelo estudante de Medicina Francisco de Paula Reis Santos, criada em reacção ao ultimato britânico de 1890. No contexto da corrente antimonárquica que esses acontecimentos desencadearma, aderiu ao Partido Republicano Português.
Em 1890 matriculou-se no curso de Medicina da Escola Médico-Cirúrgica do Porto, curso que terminou em 1896 com a defesa da tese Os milagres de Lourdes como terapêutica psicológica, sendo aprovado plenamente com louvor a 28 de Julho daquele ano.
Enquanto estudante de Medicina no Porto colaborou em O Debate, o jornal da academia do Porto, que viria a dirigir em 1893, e no periódico Dyabo. Em 8 de Março de 1895 presidiu à representação dos estudantes do Porto que se integrou na homenagem nacional a João de Deus que, naquele dia, se realizou em Lisboa.
Terminado o curso, em 1897 foi colocado como facultativo municipal do concelho de Grândola, cargo que acumulava com o de médico privativo da Santa Casa da Misericórdia daquela vila. Permaneceu em Grândola cerca de dois anos, travando neste período conhecimento com Jacinto Nunes, dirigente do Partido Republicano Português, o que ajudou a cimentar a relação de Alfredo Magalhães com o campo republicano que se iniciara enquanto estudante no Porto.
No ano de 1899 parte para França, onde permanece até 1901, período durante o qual frequenta na Universidade de Paris um curso de especialização em Dermatologia e Sifiligrafia, ao mesmo tempo que exerce clínica no Hospital de Saint-Louis (Hôpital Saint-Louis) e no Hospital Broca (Hôpital Broca, na rue Pascal).

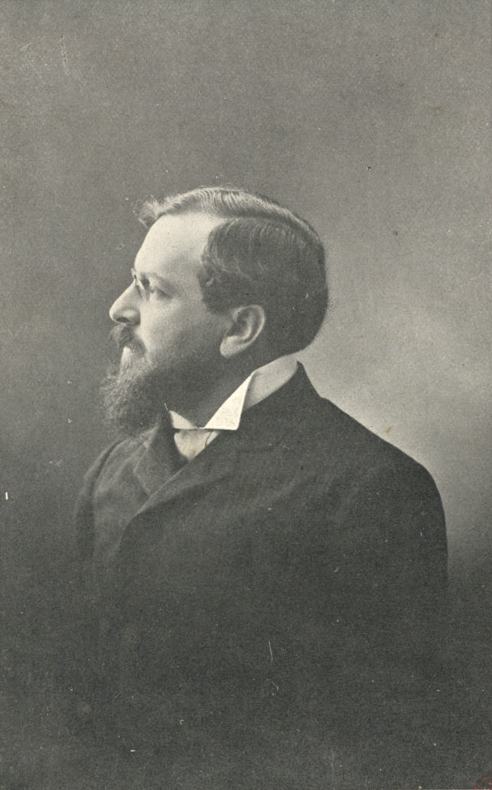
Alfredo de Magalhães.

Terminada a especializaçção, em 1901 regressou ao Porto, iniciando a sua actividade clínica naquela cidade. Nesse msmo ano fez-se sócio correspondente do Instituto de Coimbra ao mesmo tempo que se preparava para o concurso a professor da Escola Médico-Cirúrgica do Porto, o qual decorreu em 1902. Concorreu com um trabalho intitulado Problemas da Vida – Ensaio da Biologia Geral, obra que publicaria no ano imediato.
Na sequência desse concurso, foi contratado como omo professor substituto da Escola Médico-Cirúrgica do Porto, onde lecionava as disciplinas de Histologia, Matéria Médica e Terapêutica Geral, cargo que acumulava com o exercício da medicina provada e com aulas no Instituto Superior do Comércio Portuense. Manteria esta actividade até 1911, ano em que foi nomeado professor da Faculdade de Medicina da Universidade do Porto em resultado da integração da Escola Médico-Cirúrgica na recém-fundada Universidade do Porto.
Durante esse período manteve intensa actividade como publicista, a que aliou militância no campo republicano. Editou e dirigiu o periódico intitulado O Debate (1903-1904) e lançou, em colaboração com o Professor António Joaquim de Sousa Júnior, a revista mensal Porto Médico (1904). No campo cívico, foi secretário interino da Escola Médico-Cirúrgica do Porto (1903), secretário-geral do 4.º congresso da Liga Nacional contra a Tuberculose, que se realizou no Teatro Águia d'Ouro, do Porto, a 9 de Abril de 1907 e sócio-fundador da Liga de Educação Nacional (1908).
Interessado pelas questões sociais, fundou, com os médicos Eduardo Santos Silva, Antunes Lemos, Júlio Vitória e Alberto Gonçalves, o Posto Médico da Batalha, inaugurado em 16 de Abril de 1906. A instituição tinha fins filantrópicos e Alfredo Magalhães apresentou, no congresso da Liga Nacional contra a Tuberculose, realizado no Porto em 1907, uma conferância preliminar intitulada A Tuberculose e a Miséria no Porto.
A sua militância republicana levou a que fosse julgado no Tribunal Colectivo do Porto por delito de opinião em resultado de um discurso que pronunciou em Bragança.
No campo científico, produziu diversos artigos sobre dermatologia, sífilis e outro temas, muitos dos quais publicados no Jornal dos Médicos. Manteve correspondência com Paul Gerson Unna, um pioneiro da dermatologia, em cuja revista (a Dermatologische Zeitschrift) publicou pelo menos um artigo. Também colaborou no periódico A Medicina Contemporânea, fundado por Miguel Bombarda, Sousa Martins e Manuel Bento de Sousa.
Em 30 de Agosto de 1910, nas últimas eleições do regime monárquico português, foi eleito deputado pelo círculo eleitoral de Lisboa. na lista apresentada pelo Partido Republicano Português. A implantação da República Portuguesa, que ocorreu a 5 de Outubro imediato, impediu a tomada de posse.
Com a implantação do regime republicano em Portugal iniciou uma fase de intensa actividade política, com diversas nomeações para cargos díspares e dificilmente compatíveis. Logo a 8 de Outubro de 1910 substitui interinamente Duarte Leite no cargo de director do diário A Pátria, cargo que manteve até finais de Novembro. Entretanto, a 24 de Outubro de 1910 fora nomeado director da Penitenciária de Lisboa e por duas vezes governador civil interino do Distrito de Viana do Castelo (de 5 de Novembro de 1910 a 5 de Janeiro de 1911 e de 23 de Maio de 1911 a 17 de Junho de 1911). A estas nomeações acresce que a 15 de Dezembro de 1910 foi enviado à ilha da Madeira com o cargo de Comissário do Governo Provisório da República no Arquipélago da Madeira tendo como missão coordenar a luta contra a epidemia de cólera que ali grassava. Em resultado da sua acção na Madeira na luta contra a epidemia, a 25 de Fevereiro de 1911 foi proclamado cidadão benemérito da cidade do Funchal.
Com a criação da Universidade do Porto, ocorrida a 22 de Março de 1911 por decreto do Governo Provisório da República, é nomeado professor efectivo da Faculdade de Medicina da Universidade do Porto, funções que manteve até falecer.
Nas eleições realizadas a 28 de Maio de 1911 foi eleito deputado à Assembleia Nacional Constituinte criada pelo novo regime para elaborar uma Constituição republicana para Portugal. Em consequência desta eleição, em Julho de 1911 demitiu-se das funções de director da Penitenciária de Lisboa e participou activamente nos trabalhos que conduziram à eleboração e aprovação da Constituição Portuguesa de 1911. Aprovada a nova Constituição em 18 de Agosto de 1911, com entrado em vigor no dia 21 desse mesmo mês, foram instalados os primeiros órgãos constitucionais do novo regime, ficando Alfredo Magalhães como deputado.
Logo após a tomada de posse do primeiro Senado da República, Alfredo Magalhães foi eleito, por voto unânime dos senadores, para o cargo de governador-geral da Província de Moçambique, razão pela qual renunciou ao cargo de deputado. A sua nomeação como comissário geral daquela província foi anunciada a 18 de Novembro de 1911, substituindo no cargo Azevedo e Silva, nomeado Procurador Geral da República. Em consequência, em Janeiro de 1912 partiu para Moçambique, com passagem pela recém-criada União Sul-Africana, tendo chegado à Cidade do Cabo a 6 de Fevereiro de 1912. Depois de uma paragem em Joanesburgo para contactos diplomáticos, chegou a Lourenço Marques em finais Fevereiro daquele ano.
Na sua acção como governador-geral, fundou no Distrito de Lourenço Marques a circunscrição de Namaacha, promoveu a abertura do Hospital Miguel Bombarda de Lourenço Marques e mandou adaptar a Liceu o edifício do antigo hospital. Foi exonerado do cargo em Março de 1913. Enquanto em Lourenço Marques integrou-se na loja maçónica Cruzeiro do Sul, de Lourenço Marques.
Entretanto entrou em dissidência com a direcção do Partido Republicano Português, sendo expulso daquele partido em Julho de 1913, aquando do seu regresso a Lisboa vindo de Lourenço Marques. Passou então a militar na franja de tendência nacionalista e presidencialista do movimento republicano, afastando-se dos democráticos de Afonso Costa. Nesse contexto dirigiu o periódico O Rebate e participou em diversas tentativas de organizar um partido presidencialista, isto é que rompesse com o parlamentarismo exacerbado que era então apontado como a causa da permanente instabilidade política em que o regime mergulhava.
Nas eleições para o Congresso da República de 13 de Junho de 1915, as primeiras eleições gerais na vigência da Constituição de 1911, conseguiu ser eleito deputado independente pelo círculo eleitoral da Província de Moçambique, tomando assento na Câmara dos Deputados do Congresso da República. Contudo, apesar do seu estatuto de deputado, em 1916 foi preso sob a acusação de ter participado na fracasada revolta de Tomar, encabeçada por Machado Santos. Permaneceu 33 dias preso num navio de guerra surto no Tejo, sendo libertado a 12 de Julho, mas apenas regressando ao Parlamento a 15 de Janeiro de 1917. Manteve-se como deputado em funções até à dissolução do Congresso, ocorrida em 6 de dezembro de 1917 na sequência do golpe de Estado de Sidónio Pais.
Com a vitória do sidonismo, a 11 de Dezembro de 1917 tomou posse do cargo de Ministro da Instrução Pública, cargo que exerceu durante todo o consulado sidonista, embora entre 15 de Maio e 23 de Dezembro de 1918 com o título de Secretário de Estado da Instrução Pública por term os ministérios sido extintos com a reforma presidencialista promovida por Sidónio Pais. Com o assassinato deste, retomou o título de Ministro da Instrução Pública no governo de transição presidido por João Tamagnini Barbosa, mantendo-se em funções até à exoneração deste a 28 de Janeiro de 1919. Neste período exerceu, por três vezes, interinemante e em acumulação com a Instrução Pública, o cargo de Ministro da Marinha e Ultramar.
Com o fim do sidonismo é afastado dos cargos políticos, retirando-se para o Porto onde exerce clínica e mantém as suas funções docentes na Faculdade de Medicina. Com a restruturação do sistema partidário republicano, aderiu à República Nova e foi eleito membro do directório do Partido Nacional Republicano, partido em que militaria até à sua extinção. Nas listas deste partido candidatou-se, sem sucesso, a um lugar de deputado pelo círculo eleitoral de Lisboa nas eleições gerais de 10 de Julho de 1921.
Em 1924 foi nomeado director da Faculdade de Medicina da Universidade do Porto, cargo que exerceu até ao final do ano seguinte. Durante esse período organizou as comemorações do centenário da fundação da Escola Médico-Cirúrgica do Porto. Manteve intensa actividade cívica e filantrópica, sendo sócio de múltiplas instituições portuenses, sendo dirigente de algumas delas.
Mantendo o seu pendor antiparlamentarista, apoiou o Golpe de 28 de Maio de 1926 e a implantação da Ditadura Nacional, sendo a 26 de Junho desse ano nomeado reitor da Universidade do Porto, cargo que exerceu até 1928. Nessas funções coube-lhe inaugurar, a 1 de Dezembro de 1926, o Monumento a Júlio Dinis, um conjunto escultórico que resultou de uma homenagem da Faculdade de Medicina do Porto, que o ofertou à Câmara Municipal da mesma cidade.
Em 1926 foi eleito presidente do Ateneu Comercial do Porto, regressando pouco depois à actividade política ao ser nomeado a 22 de Novembro de 1926 para o cargo de Ministro da Instrução Pública do governo presidido por António Óscar Carmona, funções que manteria até 18 de Abril de 1928. A 5 de Outubro de 1927 foi agraciado com a Grã-Cruz da Ordem Militar de Cristo.
Em 1932 foi um dos fundadores da União Nacional, sendo escolhido para exercer as funções de presidente da Comissão Distrital do Porto daquela organização política. Nesse mesmo ano, a 11 de Abril, foi-lhe atribuída a Grã-Cruz da Ordem Militar de Sant'Iago da Espada.
A 8 de Junho de 1933 foi nomeado presidente da Comissão Administrativa da Câmara Municipal do Porto. Com a entrada em vigor da Constituição Portuguesa de 1933, a instauração do Estado Novo e a entrada em funcionamento dos novos órgão políticos, a 23 de Maio de 1934 foi nomeado presidente da Câmara Municipal do Porto, cargo que exerceu até 1936. Nessas funções superintendeu a conclusão da rede de saneamento básico da cidade do Porto, promoveu a criação da Maternidade Júlio Dinis e do Abrigo dos Pequeninos e adquiriu para o património municipal o Palácio de Cristal. Manteve uma polémica pública com Ezequiel de Campos, Director dos Serviços Municipalizados do Gás e Electricidade, o que o levou a publicar em 1937 o livro Em defesa do Porto, defendendo a sua gestão do Município do Porto.
Entre 1935 e 1937 foi procurador à Câmara Corporativa em representação dos municípios. Entre 1937 e 1941 presidiu à  assembleia geral da Associação dos Jornalistas e Homens de Letras do Porto, instituição de que era sócio honorário. A partir de 1941 passou a presidente honorário daquela associação.
Em 1938 foi responsável pela inauguração da Maternidade Júlio Dinis, no Porto, instituição que funcionava na dependência técnica da Faculdade de Medicina da Universidade do Porto.
A 10 de Março de 1950 recebeu a medalha de ouro da Câmara Municipal do Porto. Faleceu na cidade do Porto a 17 de Outubro de 1957.
Alfredo Magalhães é lembrado na toponímia da cidade do Porto pela Rua Doutor Alfredo de Magalhães, em Santo Ildefonso, nome atribuído em 1965 pela Câmara Municipal do Porto.